# Champ de Higgs
En physique théorique, un champ de Higgs est un champ scalaire dont l'énergie totale est minimale quand il prend une certaine valeur constante et uniforme, non nulle.
La cosmologie définit trois champs de Higgs, dont deux encore hypothétiques, invoqués pour expliquer plusieurs étapes cruciales des premiers instants de l'histoire de l'Univers, notamment des brisures de symétrie :
- le champ d'inflaton, responsable de l'inflation cosmique, invoqué pour résoudre le problème de l'horizon et expliquer l'extrêmement faible courbure de l'espace-temps ;
- le champ de Higgs de grande unification, invoqué pour expliquer la dissociation de la force de jauge en force d'interaction forte et force électrofaible ;
- le champ de Higgs électrofaible, invoqué pour expliquer la dissociation de la force électrofaible en force électromagnétique et force d'interaction faible, ainsi que l'origine des masses ;

Quand on parle du champ de Higgs sans autre précision, il s'agit généralement du champ de Higgs électrofaible.